# Emarginula teramachii
Emarginula teramachii is een slakkensoort uit de familie van de Fissurellidae. De wetenschappelijke naam van de soort is voor het eerst geldig gepubliceerd in 1953 door Habe.